# موليد (ألقورات)
موليد (بالفارسية: مولید) هي مستوطنة تقع في إيران في قسم ألقورات الريفي. يقدر عدد سكانها بـ 135 نسمة.